# 즉흥곡 (슈베르트)
프란츠 슈베르트의 〈즉흥곡〉은 1827년에 작곡된 피아노 독주곡들이다. 그들은 두 묶음으로 출판되었다.
1828년 5월에 작성된 다른 세 개의 이름 없는 피아노 작품(D. 946)은 "즉흥곡" 또는 "피아노 작품"으로 알려져 있다.

## 4개의 즉흥곡, 작품번호 90, D. 899
작품번호 90. 이 곡은 4개의 작품으로 구성되어 있다.

### 1번 다단조
첫 번째 즉흥곡은 두 개의 넓은 간격의 G 옥타브로 시작하여 작품의 키를 모호하게 남긴다. 곡은 반주 없이 먼저 연주되는 행진곡 같은 멜로디로 이어진다.
행진곡의 주제가 장식된 후 내림가장조 키로 천천히 이어지며 여기에는 분명히 새로운 멜로디가 도입된다. 이 멜로디는 실제로 시작 멜로디를 기반으로 한다. 처음 세 개의 음표는 간격이 더 넓어지지만 다음 세 개의 반복 음표는 남아 있다. 주제는 점차 사라지고 다장조로 이어지며 작품의 긴장을 고요함으로 풀어준다.

### 2번 내림 마장조
내림 마장조를 배경으로 한 즉흥곡은 음계 기반의 선율로 시작한다. 중간 소절은 E ♭ 단조이며 여전히 매우 서정적이지만 자연스럽게 오프닝보다 어둡다. 첫 번째 소절은 반복되지만 ♭ 단조와 중간 소절의 어두운 느낌을 재확인 하는 코데타로 빠르게 이동한다.
빠른 오름차순 음계는 B단조의 섹션으로 이어진다. 코다는 B단조로 시작하지만 그 키를 E ♭ 단조로 교체하여 작업이 끝나는 B 섹션의 수정된 버전이다. 장조에서 시작하여 단조로 끝나는 작품 중 하나이다.

### 3번 내림 사장조

즉흥곡 G ♭ 장조, D. 899, No.3

이 세레나데는 슈베르트의 뛰어난 서정성과 긴 선율에 대한 그의 성향을 보여주는 고전적인 예이다. 펄럭이는 하프와 같은 아르페지오 반주에 멜로디와 긴장된 대조를 만든다. 반복되지 않는 멜로디는 편안한 흐름으로 돌아가기 전에 그림자가 있고 자주 변조되는 중간 섹션으로 발전한다.

### 4번 내림 가장조
A ♭ 장조의 네 번째 즉흥곡은 A ♭ 단조로 시작하지만 A ♭ 장조는 우발적인 경우가 있다. 오프닝 테마는 계단식 아르페지오와 중얼거리는 화음 반응으로 구성되어 있다. 시작 부분이 반복되고 작업은 A ♭ 장조로 끝난다. 템포 마킹은 Allegretto이다.

## 4개의 즉흥곡, D. 935 (Op. post. 142)
이 세트의 첫 번째 곡과 마지막 곡이 같은 조로 되어 있고 세트가 4악장 소나타와 거의 비슷하기 때문에 이 즉흥곡은 특히 로베르트 슈만이 변장한 소나타일 수 있다고 제안되었다.

### 1번 바단조
이 즉흥곡은 A1 –B1 –A2 –B2 –A3 의 론도 형식으로 작곡되었다.

### 2번 내림 가장조
이 즉흥곡은 표준 미뉴에트 형식으로 작곡되었다. 메인 섹션은 화음 반주가 있는 멜로디를 특징으로 한다. 선율의 여는 마디는 베토벤 피아노 소나타 A ♭, Op . 26의 서두와 유사한 주제를 매우 연상시킨다.

### 3번 내림 나장조
이 즉흥곡은 변주곡 이 있는 주제이다. 주요 주제는 슈베르트의 13번 현악 4중주 2악장에서도 등장하는 희곡 로자문데를 위해 작곡한 부수 음악 의 테마와 유사하다. 요소에는 세분화 및 장식 증가, 최종 전체 변형을 위한 조바꿈이 포함된다.

### 4번 바단조
거칠게 론도 형식으로 쓰여진 이 곡은 이미 강렬했던 이 작품에서 극을 더욱 고조 시키는 코다를 담고 있다. 즉흥곡 중에서 가장 기술적으로 까다로운 작품이다.

## 3개의 피아노 작품, D. 946
"세 개의 피아노 작품"은 슈베르트가 1828년 5월에 작곡된 독주곡 모음이다. 그것들은 4개의 즉흥곡 중 세 번째 세트로 구상되었지만 세 개만 작곡되었다. 이 책은 1868년에 처음 출판되었으며 요하네스 브람스가 편집했다. D. 899, D. 935과는 달리 이 작품들은 대부분 방치되어 콘서트장에서 자주 들리거나 녹음되지 않는다.

### 2번 내림 마장조
이것은 세트에서 가장 일반적으로 듣게 되는 매우 서정적인 곡이며 모든 반복이 관찰되면 매우 길다. 메인 섹션의 첫 등장과 두 트리오는 각각 두 섹션으로 구성되어 반복된다.

### 3번 다장조
셋 중 단연코 가장 짧고, 2개가 아닌 1개의 트리오만 포함한다.

## 참고 문헌
- Einstein, Alfred (1951). 《Schubert: A Musical Portrait》. Oxford University Press. 283–285쪽.
- Fisk, Charles (2001). 《Returning Cycles: Contexts for the Interpretation of Schubert's Impromptus and Last Sonatas》. Norton.